# Ansamblul vechii Prefecturi din Pitești
Ansamblul vechii Prefecturi din Pitești este un ansamblu de monumente istorice aflat pe teritoriul municipiului Pitești.
Ansamblul este format din trei monumente:
- Vechea Prefectură, azi Muzeul Județean Argeș (cod LMI AG-II-m-A-13401.01)
- Parc (cod LMI AG-II-m-A-13401.02)
- Grădina Publică (cod LMI AG-II-m-A-13401.03)

## Vechea Prefectură, azi Muzeul Județean Argeș
Muzeul este găzduit în clădirea fostei Prefecturi a județului, edificiu neoclasic impozant datând din 1898 - 1899, situat în centrul orașului.